# Ron Goulart
Ron Goulart (Berkeley, 13 gennaio 1933 – Ridgefield, 14 gennaio 2022) è stato uno scrittore statunitense.

## Biografia
Fra i più prolifici scrittori del secolo: oltre 180 libri. Scrisse romanzi fantascientifici e gialli. Alcune sue opere furono tratte da fumetti famosi come Flash Gordon, l'Uomo mascherato (Phantom) e Vampirella. Pubblicò anche romanzi umoristici con protagonista Groucho Marx. Fu inoltre autore di tre romanzi della serie Battlestar Galactica e della serie The Avenger, personaggio pulp degli anni trenta.

## Vita privata
Con la moglie Frances Sheridan ebbe due figli maschi.
Morì per arresto respiratorio ("come tutti...", avrebbe detto) in una casa di riposo a Ridgefield, Connecticut, il 14 gennaio 2022, il giorno dopo il suo 89º compleanno.

## Opere
Dato l'altissimo numero di volumi scritti, si riportano di seguito solo quelli usciti in Italia.
- 1971 - Motore rotto blues (Broke Down Engine [and Other Troubles with Machines]), Urania n. 845, Arnoldo Mondadori Editore
- 1972 - L'enigma di Hawkshaw (Hawkshaw), Arnoldo Mondadori Editore Urania n. 791
- 1974 - L'ingoiatore di spade, CELT Galassia n. 204
- 1975 - L'arma dei Walbrook (The Hellhound Project), Arnoldo Mondadori Editore Urania n. 700
- 1975 - Uomini, macchine e guai (Nutzenbolts and More Troubles with Machines), Arnoldo Mondadori Editore Urania n. 713
- 1976 - Dopo la catastrofe, CELT Galassia n. 214
- 1976 - La grande clessidra (The Enormous Hourglass), Arnoldo Mondadori Editore Urania n. 761
- 1977 - Watergate 2021 (The Panchronic Plot), Arnoldo Mondadori Editore Urania n. 753
- 1977 - Nemo (Nemo), Arnoldo Mondadori Editore Urania n. 767
- 1977 - L'Imperatore degli Ultimi Giorni (The Emperor of the Last Days), Arnoldo Mondadori Editore Urania n. 780
- 1978 - Il perfido Cyborg (The Wicked Cyborg), Arnoldo Mondadori Editore Urania n. 806
- 1979 - I super-alieni di Lemuria (Hello, Lemuria Hello), Arnoldo Mondadori Editore Urania n. 818
- 1980 - Heil Hibbler (Hail Hibbler), Arnoldo Mondadori Editore Urania n. 926
- 1981 - L'angelo di latta (The Tin Angel), Arnoldo Mondadori Editore Urania n. 904
- 1981 - La minaccia degli Esmeraldiani (Brinkman), Arnoldo Mondadori Editore Urania n. 956
- 1982 - Omicidi a effetto ritardato (Upside Downside), Arnoldo Mondadori Editore Urania n. 946
- 1982 - I terroristi del Big Bang (Big Bang), Arnoldo Mondadori Editore Urania n. 969
- 1982 - Nel sistema della follia, Arnoldo Mondadori Editore Urania n. 918, contiene i romanzi A Whiff of Madness e Ghost Breaker
- 1984 - I pericoli di Hellquad (Hellquad), Arnoldo Mondadori Editore Urania n. 991

### Racconti
- 1961 - Barrito di mezzanotte (Please Stand By), apparso in Urania n. 904 e raccolto in Un fantastico Natale (Arnoldo Mondadori Editore)
- 1962 - Lo zio Arly (Uncle Arly), apparso in Urania n. 904
- 1963 - Fantasma d'autore (Help Stamp Out Chesney), apparso in Urania n. 904
- 1963 - Il pesce azzurro (McNamara's Fish), apparso in Urania n. 904
- 1965 - Stregoni S.p.A. (Kearny's Last Case), apparso in Urania n. 904
- 1971 - L'automauto (Into the Shop), apparso come appendice ad Urania n. 911
- 1981 - I Sexrobot di Linda Swain (Presenting Trilby Swain), apparso come appendice ad Urania n. 969